# M/S Doppingen
M/S Doppingen är en finländsk bil- och passagerarfärja för Ålandstrafiken. Den byggdes 1984 på Lun-Mek i Mariehamn på Åland och levererades till Ålands landskapsregering för att segla för Ålandstrafiken.
M/S Doppingen går i färjetrafik mellan Åva och Jurmo i Brändö kommun.